# Eden, Sokovo
Eden je naselje v Občini Sokovo v Okraju Trg na Koroškem v Avstriji.